# Рогожень (Галац)
Рогожень, Рогожені (рум. Rogojeni) — село у повіті Галац в Румунії. Входить до складу комуни Сучевень.
Село розташоване на відстані 232 км на північний схід від Бухареста, 61 км на північ від Галаца, 136 км на південь від Ясс.

## Населення
За даними перепису населення 2002 року у селі проживали 756 осіб, з них 751 особа (99,3%) румунів. Рідною мовою 755 осіб (99,9%) назвали румунську.